# Секунд Птолемаїдський
Секунд Птолемаїдський був єпископом Птолемаїди в IV столітті, відлучений від церкви після Першого Нікейського собору за його антиринітарство.
Секунд, був єпископом Птолемаїди і покровителем Арія і входить до списку присутніх на соборі в Нікеї. Теона і Секунд були єдиними єпископами на Нікейському соборі, які відмовилися прийняти його указ і підписати Нікейський символ віри, за що він був скинутий єпископом Александрії та відправлений у вигнання. Пізніше він повернув своє єпископство як частина спроб примирення Костянтина Великого, хоча його аріанський наступник Стефан Птолемаїдський був скинутий приблизно в 360 році.